# Eleições estaduais em Roraima em 2014
As eleições estaduais em Roraima em 2014 ocorreram em 5 de outubro como parte das eleições em 26 estados e no Distrito Federal. Foram eleitos o governador, o vice-governador, um senador, oito deputados federais e vinte e quatro estaduais. O pleito a governador foi decidido no segundo turno para um mandato de quatro anos a se iniciar em 1º de janeiro de 2015.

## Resultado da eleição para governador
A eleição foi decidida em dois turnos.

### Primeiro turno
| Candidatos a governador do estado | Candidatos a vice-governador | Número | Coligação | Votação | Percentual |
| --------------------------------- | ---------------------------- | ------ | --- | ------- | ---------- |
| Suely Campos PP                   | Paulo Quartiero DEM          | 11     | Salve Roraima (PP, PTB, DEM)                                                                                            | 100.973 | 41,48%     |
| Chico Rodrigues PSB               | Rodrigo Jucá PMDB            | 40     | Roraima Unida (PSB, PMDB, PSDB, PR, PRB, PSD, SD, PROS, PPS, PSC, PMN, PSDC, PTdoB, PRTB, PHS, PSL, PPL, PTN, PEN, PRP) | 91.578  | 37,62%     |
| Ângela Portela PT                 | Alexandre Henklain PDT       | 13     | É pra frente que se anda (PT, PDT, PCdoB, PV, PTC)                                                                      | 43.897  | 18,03%     |
| Hamilton PSOL                     | Luiz do Nena Brasil PSOL     | 50     | Alternativa de Esquerda para Roraima (PSOL, PSTU)                                                                       | 6.975   | 2,87%      |

### Segundo turno
| Candidatos a governador do estado | Candidatos a vice-governador | Número | Coligação | Votação | Percentual |
| --------------------------------- | ---------------------------- | ------ | --- | ------- | ---------- |
| Suely Campos PP                   | Paulo Quartiero DEM          | 11     | Salve Roraima (PP, PTB, DEM)                                                                                            | 127.161 | 54,85%     |
| Chico Rodrigues PSB               | Rodrigo Jucá PMDB            | 40     | Roraima Unida (PSB, PMDB, PSDB, PR, PRB, PSD, SD, PROS, PPS, PSC, PMN, PSDC, PTdoB, PRTB, PHS, PSL, PPL, PTN, PEN, PRP) | 104.656 | 45,15%     |

## Resultado da eleição para senador
Com apenas uma vaga disponível, Telmário Mota foi o eleito.
| Candidatos a senador da República | Candidatos a suplente de senador                     | Número | Coligação                                          | Votação | Percentual |
| --------------------------------- | ---------------------------------------------------- | ------ | -------------------------------------------------- | ------- | ---------- |
| Telmário Mota PDT                 | Thieres Pinto PDT Rudson Leite PV                    | 123    | É pra frente que se anda (PT, PDT, PCdoB, PV, PTC) | 96.888  | 41,24%     |
| Luciano Castro PR                 | Jomália Rodrigues Torres PR Claudionor Cavalcante PR | 223    | Sem coligação PR                                   | 50.118  | 21,33%     |
| José de Anchieta Júnior PSDB      | Alexandre Salomão PSDB Arnóbio PSDB                  | 456    | PSDB (sem coligação)                               | 48.309  | 20,56%     |
| Mozarildo Cavalcanti PTB          | Sodré Santoro PTB Déa Monteiro PTB                   | 144    | Salve Roraima (PP, PTB, DEM)                       | 25.594  | 10,89%     |
| Josy Carvalho PPL                 | Selma Rodrigues PPL Nil Brito PPL                    | 545    | PSL (sem coligação)                                | 11.476  | 4,88%      |
| Dionisio Alves PSTU               | Francisco Araújo PSOL Maria Alves PSTU               | 160    | Alternativa de Esquerda para Roraima (PSOL, PSTU)  | 2.562   | 1,09%      |

## Deputados federais eleitos
São relacionados os candidatos eleitos com informações complementares da Câmara dos Deputados.

Representação eleita
  PSDB: 1
  PRB: 1
  PR: 1
  PMDB: 1
  PMN: 1
  PDT: 1
  PSB: 1
  PHS: 1

| Número | Deputados federais eleitos | Partido | Votação | Percentual | Cidade onde nasceu  | Unidade federativa |
| 4545   | Shéridan Oliveira          | PSDB    | 35.555  | 14,95%     | Boa Vista           | Roraima            |
| 1011   | Jhonatan de Jesus          | PRB     | 20.677  | 8,69%      | Boa Vista           | Roraima            |
| 2233   | Remídio Monai              | PR      | 15.492  | 6,51%      | Iporã               | Paraná             |
| 1515   | Édio Lopes                 | PMDB    | 15.290  | 6,43%      | Presidente Epitácio | São Paulo          |
| 3333   | Hiran Gonçalves            | PMN     | 9.048   | 3,71%      | Tefé                | Amazonas           |
| 1234   | Abel Mesquita Júnior       | PDT     | 8.834   | 3,71%      | Boa Vista           | Roraima            |
| 4040   | Maria Helena               | PSB     | 7.481   | 3,14%      | Santo Ângelo        | Rio Grande do Sul  |
| 3131   | Carlos Andrade             | PHS     | 6.733   | 2,83%      | Boa Vista           | Roraima            |

## Deputados estaduais eleitos
Representação eleita
  PRB: 3
  PMDB: 3
  PRP: 2
  PSDC: 2
  PSL: 2
  PSDB: 1
  PP: 1
  PDT: 1
  PV: 1
  PSB: 1
  PRTB: 1
  PSC: 1
  PROS: 1
  PEN: 1
  PCdoB: 1
  PPS: 1
  PT: 1

Fonteː
| Número | Deputados estaduais eleitos | Partido | Votação | Percentual | Cidade onde nasceu   | Unidade federativa |
| 27234  | Jalser Renier               | PSDC    | 7.152   | 2,89%      | Boa Vista            | Roraima            |
| 10789  | Mecias de Jesus             | PRB     | 7.121   | 2,88%      | Graça Aranha         | Maranhão           |
| 45555  | Aurelina Medeiros           | PSDB    | 5.963   | 2,41%      | Morada Nova          | Ceará              |
| 11111  | Brito                       | PP      | 5.838   | 2,36%      | Milagres             | Ceará              |
| 15000  | Marcelo Cabral              | PMDB    | 5.610   | 2,27%      | Boa Vista            | Roraima            |
| 12222  | Oleno Matos                 | PDT     | 4,924   | 1,99%      | Teresina             | Piauí              |
| 15777  | Masamy Eda                  | PMDB    | 4.917   | 1,99%      | Boa Vista            | Roraima            |
| 17789  | Xingu                       | PSL     | 4.553   | 1,84%      | São Félix do Xingu   | Pará               |
| 43123  | Valdenir da ACTA            | PV      | 4.312   | 1,74%      | Fátima do Sul        | Mato Grosso do Sul |
| 40789  | Naldo da Loteria            | PSB     | 4.094   | 1,65%      | Pesqueira            | Pernambuco         |
| 15156  | Jorge Everton               | PMDB    | 4.005   | 1,62%      | Aracaju              | Sergipe            |
| 28028  | Coronel Chagas              | PRTB    | 3.882   | 1,57%      | Porto Xavier         | Rio Grande do Sul  |
| 20120  | Ângela Aguida Portella      | PSC     | 3.856   | 1,56%      | Caçador              | Santa Catarina     |
| 90188  | Francisco Sales Guerra Neto | PROS    | 5.832   | 2,46%      | Caracaraí            | Roraima            |
| 51111  | Odilon                      | PEN     | 3.778   | 1,53%      | Ipaporanga           | Ceará              |
| 44456  | Francisco Mozart            | PRP     | 3.741   | 1,51%      | Fortaleza            | Ceará              |
| 27123  | George Melo                 | PSDC    | 3.639   | 1,47%      | Boa Vista            | Roraima            |
| 10111  | Gabriel Picanço             | PRB     | 3.592   | 1,45%      | Nhamundá             | Amazonas           |
| 65190  | Soldado Sampaio             | PCdoB   | 3.468   | 1,40%      | Pedreiras            | Maranhão           |
| 10234  | Izaias Maia                 | PRB     | 3.427   | 1,38%      | Manaus               | Amazonas           |
| 23456  | Lenir Rodrigues             | PPS     | 3.337   | 1,35%      | Boa Vista            | Roraima            |
| 17258  | Dhiego Coelho               | PSL     | 3.117   | 1,26%      | Boa Vista            | Roraima            |
| 44345  | Zé Galeto                   | PRP     | 2.760   | 1,11%      | Boa Vista            | Roraima            |
| 13456  | Evangelista Siqueira        | PT      | 2.156   | 0,87%      | Santa Luzia do Paruá | Maranhão           |